# 斎藤理生
斎藤 理生（さいとう まさお、1975年6月5日 - ）は、日本の国文学者。学位は、文学博士（大阪大学・課程博士・2004年）。大阪大学大学院人文学研究科教授。太宰治・織田作之助の小説を専門に研究しつつ、日本の近現代小説全般を研究している。

## 略歴・人物
- 名古屋市生まれ。
- 1994年：大阪府立豊中高等学校卒業。高校ではラグビー部に所属。
- 1998年3月：大阪大学文学部文学科国文学専攻卒業。大学でも引き続きラグビー部に所属。
- 2004年3月：同大学院文学研究科文化表現論博士課程修了、「太宰治作品の<笑い>」で文学博士の学位を取得。
- 2006年4月：群馬大学教育学部国語教育講座講師、2008年10月同准教授
- 2014年4月：大阪大学大学院文学研究科准教授、2021年4月同教授。
- 2022年4月：大阪大学大学院人文学研究科教授（日本学専攻）

## 著書

### 単著
- 『太宰治の小説の＜笑い＞』（双文社出版、2013年）
- 『小説家、織田作之助』（阪大リーブル71、大阪大学出版会、2020年）

### 編著
- 『新世紀　太宰治』安藤宏共編（双文社出版、2009年）
- 『太宰治　単行本にたどる検閲の影』安藤宏共編著, 小澤純・吉岡真緖著（秀明大学出版会、2020年）
- 『「可能性の文学」への道　織田作之助評論選』（本の泉社、2020年）
- 『卒業論文マニュアル　日本近現代文学編』松本和也・水川敬章・山田夏樹共編（ひつじ書房、2022年）

### その他
- 「織田作之助全集未収録資料紹介(一)~(三)」(「阪大近代文学研究」2017~2019年)
- 「新発掘・坂口安吾「復員」とその背景」(「新潮」2018年4月)